# Le Macchiole
Le Macchiole — винодельческое хозяйство, расположенное в Болгери, регион Тоскана. Его продукция имеет классификацию IGT. Хозяйство производит пять марок вина. Основано известным в регионе энологом Эудженио Кампольми. Руководит предприятием его вдова Чинция Мерли.

## История
Первые земли в районе Болгери были приобретены Кампольми в 1983 году. На них он высадил виноградник площадью четыре гектара. В 1989 был выпущен первый винтаж вина Paleo, который являлся смесью каберне-совиньон и санджовезе. Спустя год появилось вино Paleo Rosso . Еще через два — его аналог из белого винограда. В 1994 были высажены еще три гектара, на которых стали выращиваться сорта каберне фран, мерло и сира. В том же году появился первый винтаж Messorio из мерло. В девяносто четвертом в Le Macchiole также появилось вино Scrio из винограда сира. Спустя четыре года управляющим виноградником стал Массимо Мерли. К тому моменту площадь посадок выросла еще на два гектара. В 2001 у вина Paleo меняется состав, и его начинают делать исключительно из каберне фран. Спустя год площадь виноградников достигала уже 15 гектар. В 2007 вино Messorio получило высшую оценку Роберта Паркера — 100 баллов.
Основатель хозяйства умер в возрасте сорока лет. Он вместе в Инчиса де ла Рокета был одним из пионеров виноделия Болгери, на ранних этапах поняв преимущества местных плодородных земель. После смерти руководство компанией взяла на себя его жена Чинция Мерли. В хозяйстве ей помогает брат Массимо. За виноградниками следит Лука Д’Атома.

## Ассортимент вин
Messorio — красное вино сухое вино. Производится из винограда мело. Выдерживается в дубовых бочках в течение трех лет.
Scrio. Вино из винограда сира — любимого сорта владельцев хозяйства. 
Paleo — считается визитной карточкой хозяйства. Производится из каберне фран. Выдерживается три месяца в дубовых барриках.
Paleo Bianco — производится из шардоне и небольшого процента совиньон блан. Выпускается в небольших количествах. Первый винтаж появился в 1991 году.
Bolgheri Rosso — производится из мерло, каберне фран, каберне совиньон и сира.